# Claude Michel
Claude Michel, känd under namnet Clodion, född 20 december 1738, död 29 mars 1814, var en fransk skulptör.
Clodion var lärjunge till Jean-Baptiste Pigalle och svärson till Augustin Pajou. Han utförde i barockens anda religiösa bildverk för katedralen i Rouen men fick sin främsta berömmelse med sina småskulpturer, bilder med mytologiska motiv, dels i marmor såsom Satyr och Grupp med backantinnor i Louvren, dels genom sina terrakottafigurer. Clodion blev även flitigt anlitad av porslinsfabriken i Sèvres. Från hans sista år märks en relief med Napoleon I:s intåg i München på triumfbågen på Place du Carrousel i Paris. Clodion är representerad vid bland annat Göteborgs konstmuseum.